# Estanys de Tristaina
Les estanys de Tristaina (Lagos de Tristaina en espagnol ; Lacs de Tristagne en français) sont un ensemble de trois lacs de montagne situés dans la paroisse d'Ordino au nord-ouest de l'Andorre.

## Toponymie
- Estanys est le pluriel de estany, terme omniprésent dans la toponymie andorrane, désignant en catalan un « étang »[1]. Estany dérive du latin stagnum (pluriel stagna)  signifiant « étendue d'eau »[2].
- Tristaina est également d'origine latine et provient de tria stagna qui signifie littéralement « trois étangs »[3],[4],[5]. Il en résulte que Estanys de Tristaina constitue un pléonasme (« étang des trois étangs ») d'autant plus qu'il comporte deux fois l'utilisation de la racine stagnum.
- Les trois étangs sont distingués les uns des autres par les qualificatifs Primer, del Mig et de Més Amunt[6] très fréquemment utilisés dans la toponymie andorrane pour différencier des éléments de même nature situés à des altitudes différentes (du plus bas au plus élevé)[7].

## Géographie

### Localisation et géologie
Les estanys de Tristaina se trouvent à l'extrémité nord-ouest de la paroisse d'Ordino en Andorre. 
Ils font partie du cirque glaciaire de Tristaina, ouvert vers le sud, et dont les roches sont de nature schisteuse (micaschiste),,,. Celles-ci, très marquées par le métamorphisme, sont datées du Cambrien et de l'Ordovicien. 
Occupant des cuvettes de surcreusement glaciaire au sein de ce cirque, ces lacs à chapelet sont surplombés par les hauts sommets constituant les limites de ce dernier. On citera en particulier au nord le pic de Tristaina (2 876 m) et à l'ouest la pointe de Peyreguils (2 703 m). Ces deux pics marquent également la frontière franco-andorrane,.
| \| Estanys de Tristaina \|                                             |                                         |                  |
| Position des Estanys de Tristaina sur la carte géologique de l'Andorre | Le cirque de Tristaina et deux des lacs | L'Estany d'amunt |
| Estanys de Tristaina                                                   |                                         |                  |

### Hydrographie
Avec une altitude croissante on trouve :
- Estany Primer à une altitude de 2 250 m, étendu sur une superficie de 2,1 ha[14].
- Estany del Mig à une altitude de 2 287 m, étendu sur une superficie de 3 ha[14].
- Estany de Més Amunt, le plus grand, de forme circulaire[15], situé à 2 306 m d'altitude et d'une surface de 12,1 ha[14]. Il s'agit du troisième lac le plus étendu d'Andorre derrière l'Estany Primer de Juclar et l'Estany de l'Illa[14].

Les lacs donnent naissance au riu de Tristaina, long d'un peu moins de 6 km, qui rejoint le village d'El Serrat où il conflue avec le riu de Rialb pour donner naissance à la Valira del Nord,.
| \| Estanys de Tristaina \|                                                              |                                      |
| Position des Estanys de Tristaina sur la carte des bassins hydrographiques de l'Andorre | Riu de Tristaina bordé de rhodoraies |
| Estanys de Tristaina                                                                    |                                      |

### Climat
| Mois                              | jan. | fév. | mars | avril | mai   | juin  | jui. | août | sep. | oct.  | nov.  | déc. | année   |
| --------------------------------- | ---- | ---- | ---- | ----- | ----- | ----- | ---- | ---- | ---- | ----- | ----- | ---- | ------- |
| Température minimale moyenne (°C) | −4,9 | −5,4 | −3,8 | −2,3  | 1,1   | 4,3   | 6,7  | 6,6  | 4,3  | 1,9   | −1,8  | −3,8 | 0,4     |
| Température moyenne (°C)          | −1,8 | −1,8 | 0,1  | 1     | 5,1   | 9     | 12,1 | 11,9 | 8,9  | 5,5   | 1,3   | −0,9 | 4,1     |
| Température maximale moyenne (°C) | 1,3  | 1,7  | 4,2  | 4,6   | 9     | 13,7  | 17,5 | 16,9 | 13,7 | 9,5   | 4,7   | 2,2  | 8,2     |
| Précipitations (mm)               | 86,3 | 48,6 | 63,7 | 105,8 | 125,8 | 113,4 | 87,8 | 98,6 | 99,3 | 104,9 | 123,5 | 98,7 | 1 156,3 |

## Faune et flore

### Flore

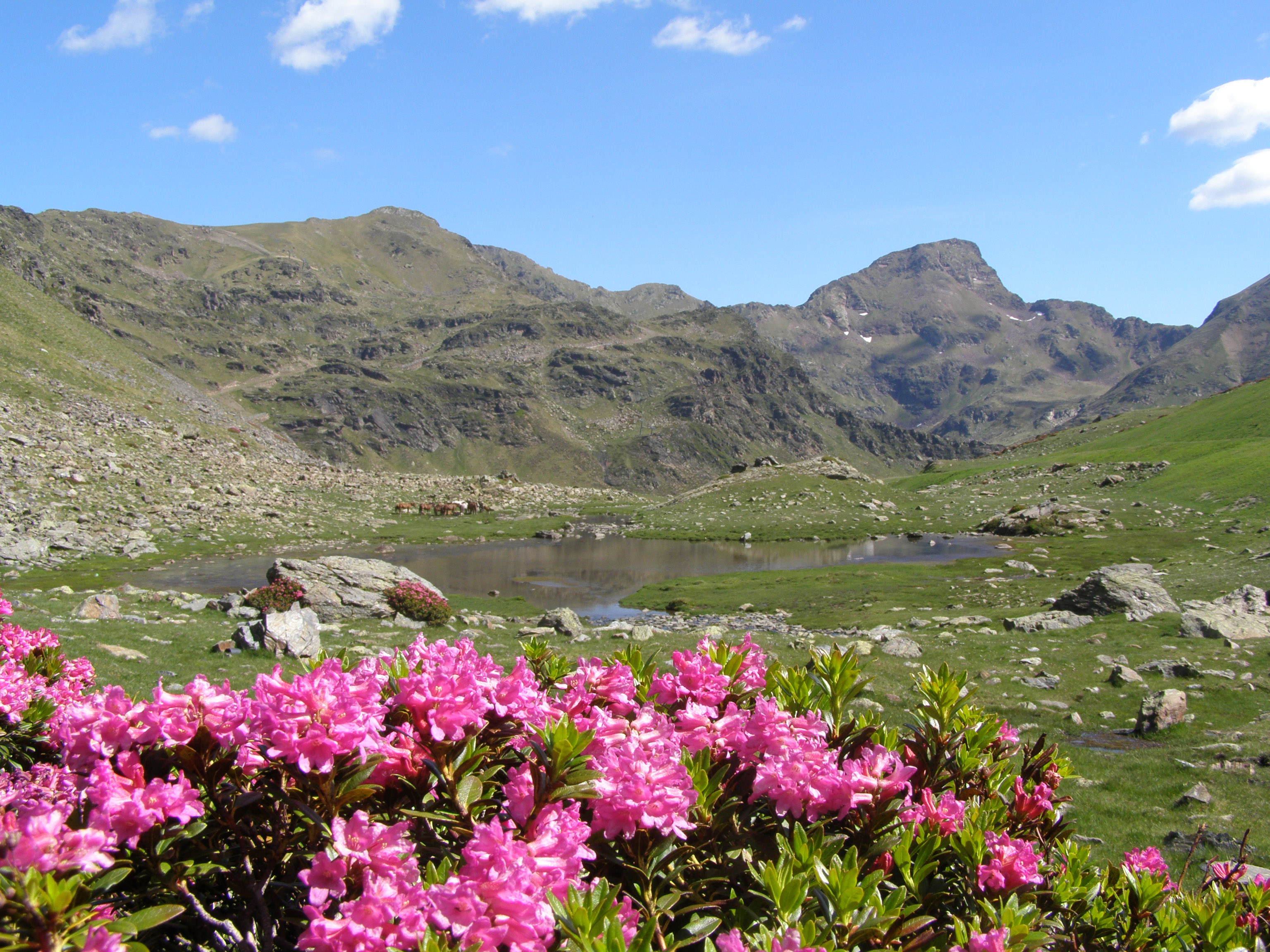
Estany del Mig avec rhododendrons au premier plan

Les environs des lacs sont notamment constitués de pelouses montagnardes acidophiles ou mésophiles à Nardus stricta ou encore à Festuca eskia. On retrouve également des rhodoraies à Rhododendron ferrugineux. De nombreuses espèces de fleurs peuvent être observées parmi lesquelles l'androsace carnée (Androsace carnea).

### Faune
- hermine (Mustela erminea)[8]
- omble de fontaine (Salvelinus fontinalis)[18]
- truite fario (Salmo trutta )[18]

## Randonnée
Ils constituent une randonnée appréciée au départ d'Arcalís. Les lacs sont également accessibles par la Haute randonnée pyrénéenne depuis la France en passant par le port de l'Albeille (2 601 m).

## Galerie

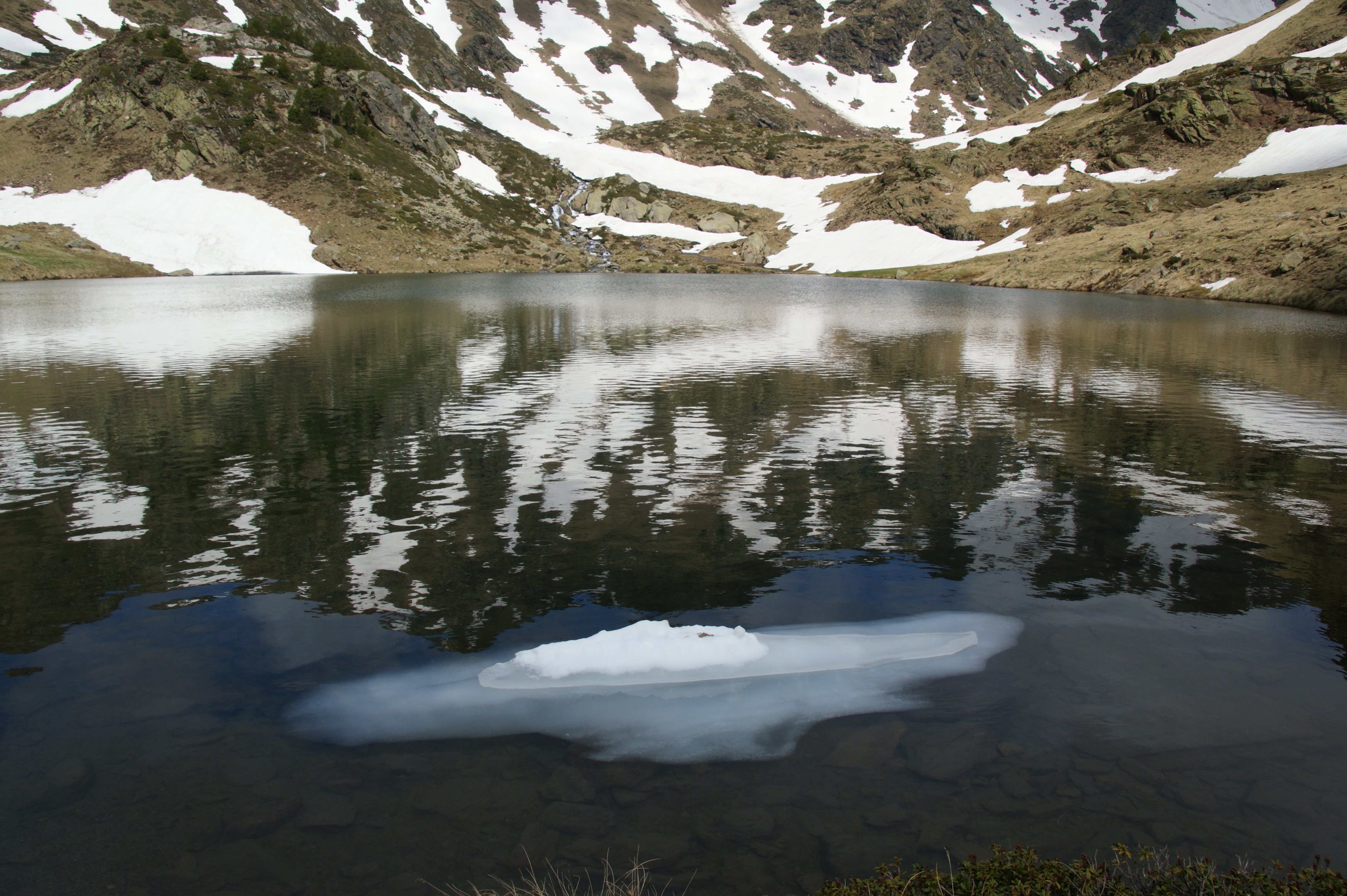
Estany Primer
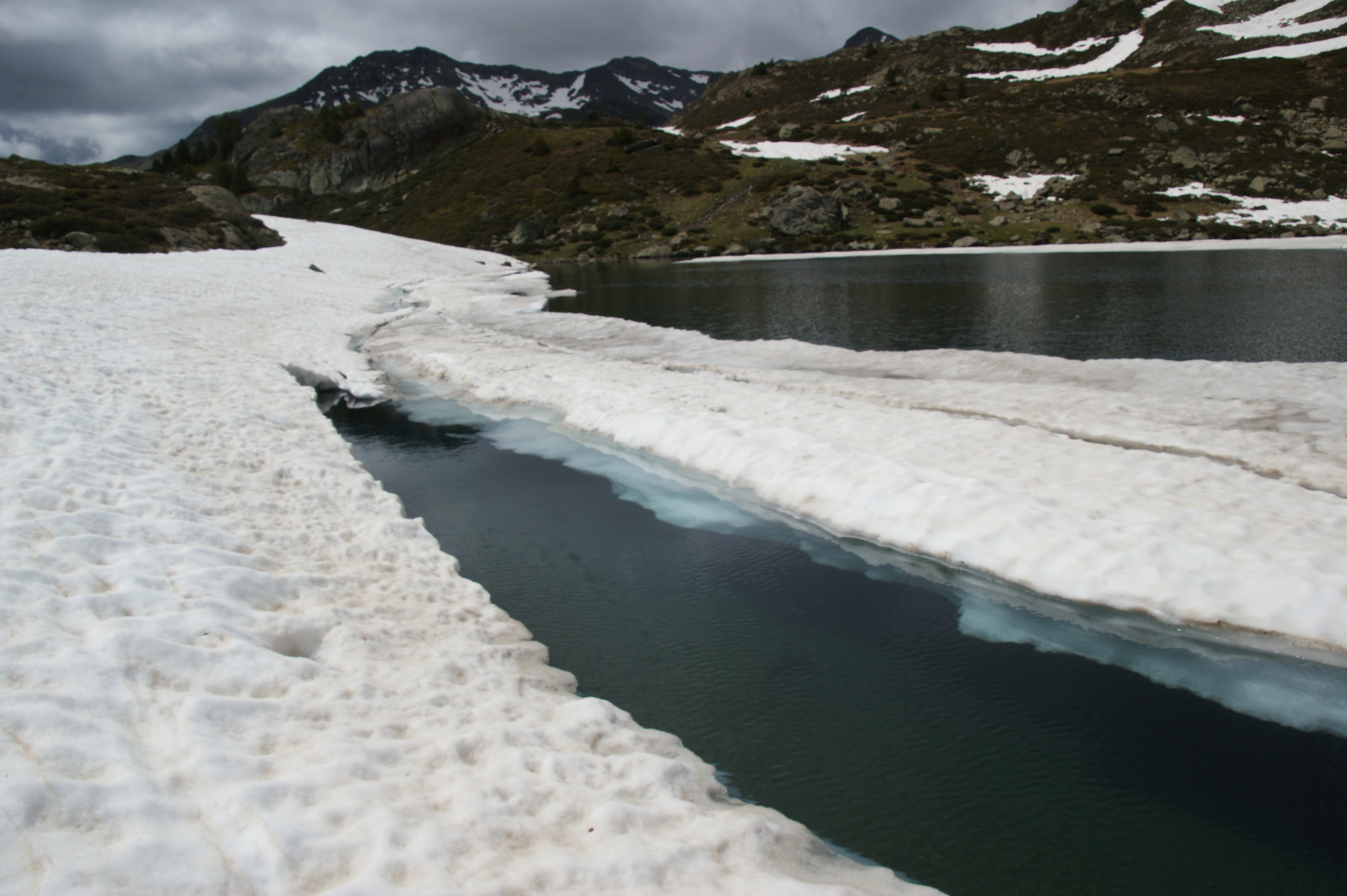
Estany del Mig
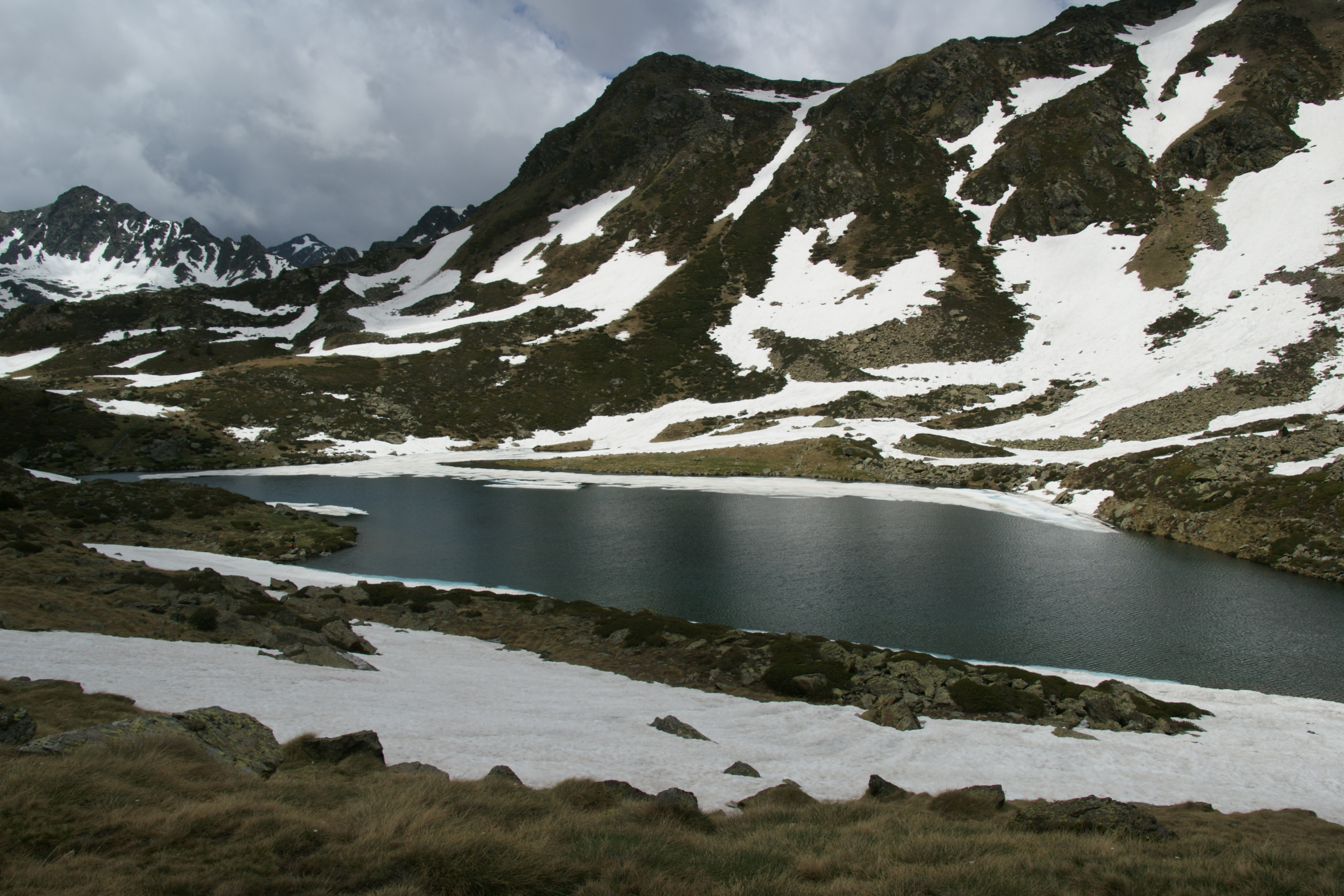
Estany de Més Amunt
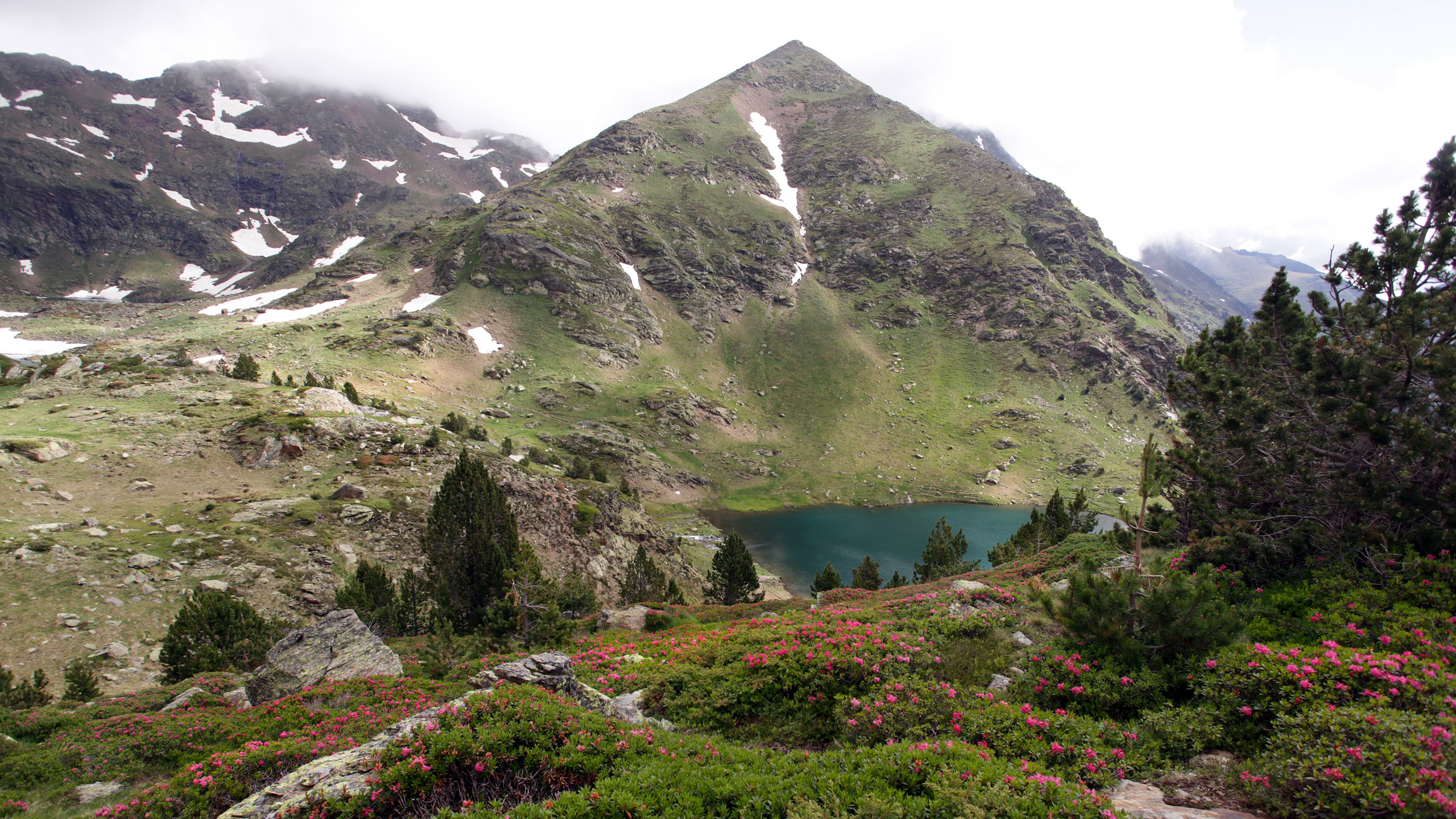
Estany Primer
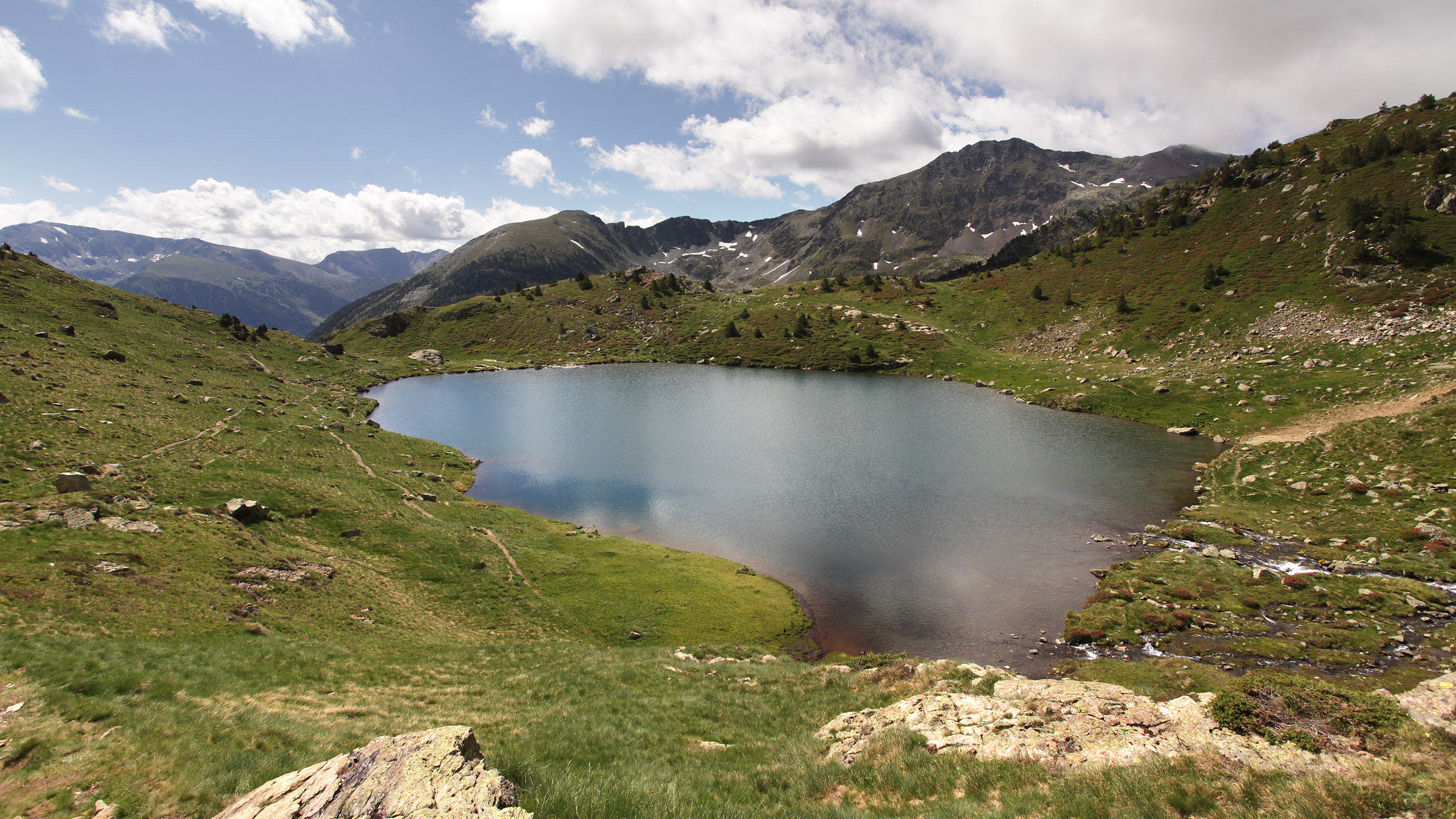
Estany del Mig
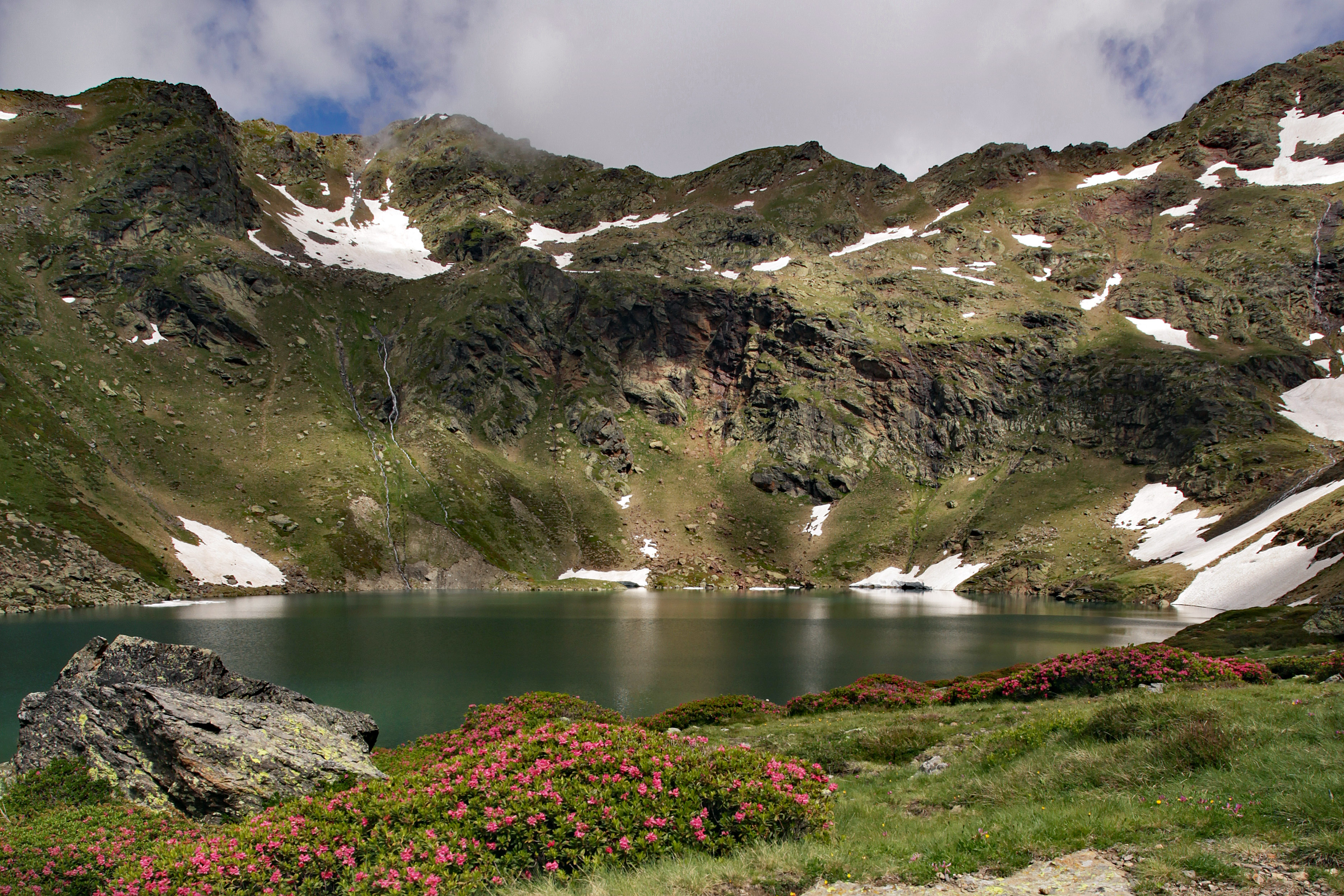
Estany de Més Amunt